# Naval (gmina w Hiszpanii)
Naval – gmina w Hiszpanii, w prowincji Huesca, w Aragonii, o powierzchni 47,32 km². W 2011 roku gmina liczyła 250 mieszkańców.